# Wasta (termo)
Wasta ou wasata (em árabe: وَاسِطة wāsiṭah) é uma palavra árabe que se traduz vagamente em nepotismo, "influência", ou "quem você conhece". O termo refere-se ao uso de conexões e / ou influência para fazer coisas, incluindo transações governamentais, como por exemplo uma rápida renovação de um passaporte, dispensa de multas de trânsito e ser contratado ou promovido em um emprego.
Em outras palavras, isso equivale a obter algo através de favoritismo ao invés de mérito. A palavra inglesa cronyism (traduzida como fisiologismo) sobrepõe-se em significado, mas não é precisamente o mesmo. Palavras equivalentes em outras línguas incluem sociolismo em Cuba; blat na Rússia; guanxi em chinês; vetternwirtschaft em alemão; protektzia em israelense; un pituto em espanhol chileno; e em português brasileiro é referido como "pistolão" ou "QI" (Quem Indica).[carece de fontes?]